# 捷克斯洛伐克社会主义共和国英雄
捷克斯洛伐克社会主义共和国英雄（捷克語：Hrdina Československé socialistické republiky）是捷克斯洛伐克社会主义共和国的最高荣誉称号。

## 历史
“捷克斯洛伐克共和国英雄”荣誉称号是由1955年2月8日第6/1955号法令设立的。该法案于1955年2月23日正式生效。同时设立的还有红星勋章等一系列勋章。
它授予为社会主义捷克斯洛伐克国家和社会做出英雄般贡献的人。由于1960年捷克斯洛伐克共和国国名更改为“捷克斯洛伐克社会主义共和国”，该荣誉名称也做出了相应调整。首位获授者是卢德维克·斯沃博达。
随着天鵝絨革命的爆发，它于1990年10月15日被正式废除。

## 说明与样式
- 在被授予荣誉称号的同时获得金星奖章。
- 金星奖章为五角星形，材料金质，宽度为29毫米。在五角星的中心嵌有一颗较小的红色五角星。金星奖章背面是带有国徽的金色徽章。丝带底色为红色，宽38毫米，长30毫米。丝带通过吊环与金星奖章相连。

## 获授者
根据历史资料，该荣誉一共授予了31次：